# 요코하마 플뤼겔스
요코하마 플뤼겔스(일본어: 横浜フリューゲルス 요코하마 후류게루스[*], Yokohama Flügels)는 1992년부터 1998년까지 J리그에 참가했던 축구팀이다. 팀 이름인 플뤼겔스는 독일어로 날개라는 뜻이며, 1998년 천황배 결승을 마지막으로 요코하마 마리노스에 흡수 합병되어 해체되었다.

## 역사
1964년 전일공 요코하마 축구 클럽으로 창단했고, 1984년에 JSL 1부리그 승격에 성공하고 1989~1990시즌 준우승을 기록한다.
1991년 10월에 사토공업, 반다이와 합자한 요코하마 플뤼겔스로 팀명을 변경하고 J리그에 참여하게 된다. J리그 첫 대회인 1992년의 J리그 컵에서는 최하위를 차지하지만, 이 후에는 승승장구해 1993년 천황배 우승, 1994년 아시아 컵 위너스컵 우승, 1995년 아시아 슈퍼컵 우승, 1996년 J리그 3위(단일리그)를 차지하는 등 J리그의 강호로 불렸으나 경영난에 시달리던 스폰서 사토공업과 ANA가 1998년 10월 29일 플뤼겔스의 경영에서 철수하겠다고 발표했고, 결국 재정난을 이기지 못하던 팀은 12월 2일 요코하마 마리노스와의 합병을 발표한다. 시즌 종료 후에 치른 천황배에서 "한 경기만 지면 그 경기가 고별전이다"라는 절박한 상황에서 선수단이 투지를 발휘해 J리그 챔피언 결정전 진출팀이었던 주빌로 이와타와 가시마 앤틀러스를 차례대로 무찌르고 이듬해 1월 1일 열린 결승전에서 시미즈 에스펄스에게 2-1로 승리하여 우승컵을 거머쥔 일화는 지금도 잘 알려져 있다.
해체 이후 마리노스로의 흡수 합병에 반발하던 서포터들은 독자적으로 요코하마 FC를 창단해 일본풋볼리그에 참가했으며, 2006년 J2리그 우승으로 J1리그에 승격해 "요코하마 더비"를 부활시켰다.

## 합병 발표 전후의 경기 결과
| 개최일           | 경기 개요             | 경기장        | 홈       | 득점  | 어웨이      | 비고                   |
| ---------------- | --------------------- | ------------- | -------- | ----- | ----------- | ---------------------- |
| 1998년 10월 24일 | J리그 후기 제13라운드 | 가모이케      | 플뤼겔스 | 2 - 3 | 교토        | 합병 발표 직전         |
| 1998년 10월 31일 | J리그 후기 제14라운드 | 요코하마 국제 | 플뤼겔스 | 7 - 0 | C.오사카    | 합병 발표 직후         |
| 1998년 11월 3일  | J리그 후기 제15라운드 | 빅 아치       | 히로시마 | 1 - 2 | 플뤼겔스    |                        |
| 1998년 11월 7일  | J리그 후기 제16라운드 | 미쓰자와      | 플뤼겔스 | 2 - 1 | 후쿠오카    |                        |
| 1998년 11월 14일 | J리그 후기 제17라운드 | 아쓰베쓰      | 삿포로   | 1 - 4 | 플뤼겔스    | 리그 마지막 경기       |
| 1998년 12월 13일 | 천황배 3회전          | 하카타        | 플뤼겔스 | 4 - 2 | 오츠카 제약 |                        |
| 1998년 12월 20일 | 천황배 4회전          | 돗토리        | 플뤼겔스 | 3 - 0 | 고후        |                        |
| 1998년 12월 23일 | 천황배 준준결승전     | 고베          | 이와타   | 1 - 2 | 플뤼겔스    |                        |
| 1998년 12월 27일 | 천황배 준결승전       | 나가이        | 가시마   | 0 - 1 | 플뤼겔스    |                        |
| 1999년 1월 1일   | 천황배 결승전         | 국립          | 플뤼겔스 | 2 - 1 | 시미즈      | 우승, 팀의 마지막 경기 |

## 역대 우승
- 천황배: 1993년, 1998년
- 아시안 컵 위너스컵: 1995년

## 역대 감독
| 감독    | 임기        |
| ------- | ----------- |
| 가모 슈 | 1991 ~ 1994 |

## 같이 보기
- 요코하마 FC
- 요코하마 F. 마리노스